# Cmentarz wojenny nr 283 – Łętowice
Cmentarz wojenny nr 283 – Łętowice – austriacki cmentarz wojenny z I wojny światowej.
Zaprojektowany przez Roberta Motkę. Spoczywa tam 2 żołnierzy austro-węgierskich i 15 niemieckich.
Cmentarz znajduje się w centrum wsi Łętowice, tuż przy drodze prowadzącej do Bogumiłowic po lewej stronie. Został utworzony przy przydrożnej kapliczce.